# طریفاوی
طریفاوی (به عربی: الطريفاوي) یک شهرداری در الجزایر است که در ناحیه حاسی خلیفه واقع شده‌است. طریفاوی ۸٬۲۵۷ نفر جمعیت دارد و ۷۱ متر بالاتر از سطح دریا واقع شده‌است.